# Dockコネクタ
Dockコネクタ（ドックコネクタ、英: dock connector）は携帯型の電子装置を外部機器に接続するために用いられる接続端子（コネクタ）であり、様々な信号を入出力する端子が含まれ、多様な外部機器への接続を容易にする。Dockコネクタは機器本体に組み込まれる形態の他にも、ケーブルで引き出されその終端にコネクタハウジングが備わるものがある。Dockコネクタはもともとノートパソコンに関連する概念であったが、現在はその他の携帯端末にも用いられる。また、携帯メディアプレイヤーのコネクタの統一規格として、米国家電協会がPDMI (Portable Digital Media Interface) を策定した。

## デジタルメディアプレーヤー

### Apple

#### Apple Dockコネクタ

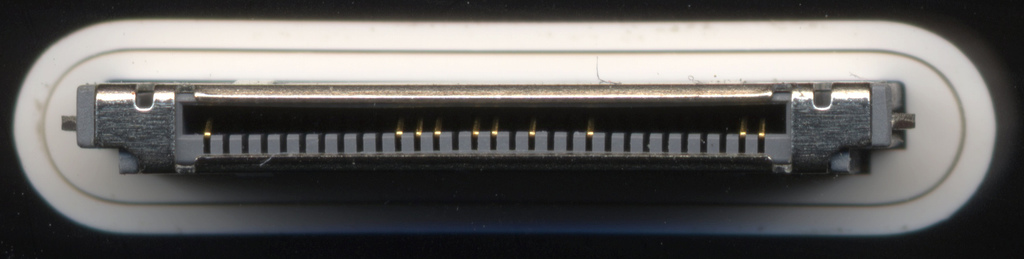
Apple 30ピン Dockコネクタ

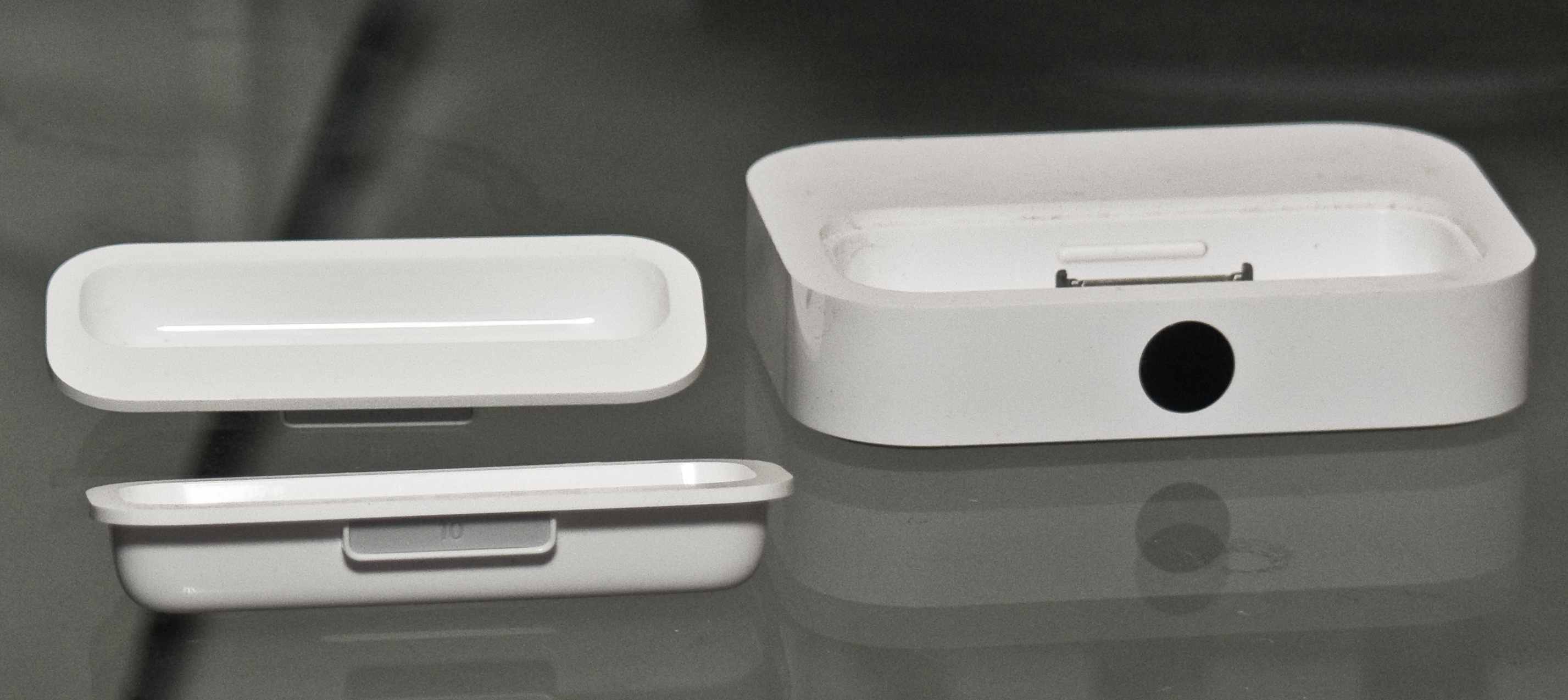
iPodの形状に合わせて作られたDockアダプター

Apple DockコネクタはiPhone、iPad、iPodシリーズに共通で取り入れられている30ピンコネクタである。コネクタには日本航空電子工業のDD1という汎用コネクタが用いられている。ただし、iPod shuffleには取り入れられておらず、iPadのDockコネクタはUSBの給電規格から外れているためにiPadを使用しながらの充電はできないと言ったように機器によって微妙な差異は存在する。
Apple Dockコネクタには、USB、FireWire、ステレオオーディオライン入出力やビデオ出力 (コンポジット、Sビデオ (iPod 4世代/5世代)、コンポーネント (2007年9月5日以降発売のモデル))、その他様々な信号が存在する。
また、同じApple Dockコネクタであっても機器の発売時期により細かな仕様変更が行われている。主な変更は以下のとおりである。
| Apple Dockコネクタ (2003-2016)                                     | Apple Dockコネクタ (2003-2016) |
| 機種                                                               | 備考 |
| ------------------------------------------------------------------ | --- |
| iPod 3G                                                            | USB (5V) 充電不可。FireWire対応。 |
| 2004年以降発売モデル (iPod mini以降)                               | USB (5V) 充電対応。 |
| 2004年11月以降発売モデル (iPod Photo以降)                          | Sビデオ出力対応。 |
| 2005年9月以降発売モデル (iPod 5G,iPod nano 1G以降)                 | FireWire転送未対応。アクセサリーの取り扱いを強化。(シリアル通信周り等)                                                                                    |
| 2007年9月以降発売モデル (iPod 6G,iPod nano 3G,iPod Touch 1G以降)   | ビデオの出力方式を変更（Sビデオ出力の廃止、コンポーネント出力対応、アダプタ等の機器に認証チップが必要等）、リモコン等の外部機器からの操作周りの仕様変更。 |
| 2008年7月以降発売モデル (iPod nano 4G,iPhone 3G,iPod Touch 2G以降) | FireWire (12V) 充電未対応。 |

#### Lightning
2012年秋以降に発売されるモデルはコネクタの形状が小型化された8ピンのLightningに切り替えられた。従来のDockコネクタも使用できるようにLightning - 30ピンアダプタが発売されている。基本的にはデジタル情報のみを扱うため、30ピンのDockコネクタで対応していた音声のアナログのライン入出力やビデオ出力には非対応であるが、Apple純正のLightning - 30ピンアダプタにはDACが内蔵されているため、音声のアナログライン出力に対応している。また、Lightning - Digital AVアダプタを利用することでHDMI端子を用いてビデオ出力することができ、HDMI - コンポジット変換アダプタ等を用いてコンポジット出力することも可能である。

### COWON
iAudio M3、X5に搭載されている22ピンコネクタ。コネクタにはGomadic社の22ピンコネクタが用いられている。USB接続やオーディオライン入出力などに対応する。

### Creative

#### Docking connector
ZEN Visionシリーズに搭載されている30ピンのDockコネクタ。Apple Dockコネクタと同様に日本航空電子工業のDD1が用いられているが、Apple Dockコネクタとはピンアサインが異なるため互換性はない。USB接続やビデオ出力、オーディオライン出力などに対応する。

### iriver

#### USB / Adapter jack (18ピン)
H10、H10jrに搭載されている18ピンの拡張端子。USB接続や充電、ライン出力に対応する。

### Microsoft
Zuneシリーズに搭載されている24ピンのDockコネクタである。USB通信やシリアル通信、音声のライン出力やビデオ出力が可能となっている。

### Olympus

#### クレードル / PC接続端子
m:robeシリーズに搭載されている18ピンの拡張端子。USB接続や充電 、そしてMR-500iはテレビ出力が可能となっている。コネクタ自体はヒロセ電機のST80 Bが使われており、サムスンやサンヨーの海外向け携帯電話に使われているものと同等のものである。

### Panasonic

#### D-snap port
D-snap SV-SD800Nより搭載されるようになった24ピンの拡張端子。パナソニックのコンポやカーナビと連携することが可能であった。

### Philips

#### Philips dock connector
Gogear HDD1400,HDD1600,HDD6300に搭載されている30ピンのドック端子でコネクタには日本航空電子工業のDD1が用いられているが、Apple Dockコネクタとはピンアサインが異なるため互換性はない。USB接続や充電、ライン出力、テレビ出力が可能となっている。

### Rio

#### クレードル端子
Rio Karmaに搭載されているクレードル端子。ライン出力やイーサネット接続が可能となっている。

### Samsung
Galaxy TabにApple Dockコネクタと同等の形状のDockコネクタが搭載されている。Apple Dockコネクタとは互換性は無くUSB接続やライン出力、ビデオ出力の他にMHL出力等も備えている。

### SanDisk

#### Sansa Dock Connector
Sansa Dock ConnectorはサンディスクのSansa E200、C200、View、Connect、Fuzeに搭載される30ピンコネクタである。Apple Dockコネクタと同様に日本航空電子工業のDD1が用いられているが、Apple Dockコネクタとはピンアサインが異なるため互換性はない。

### SONY

#### マルチコネクター
NW-A1000/3000に搭載された42ピンの端子である。その後は以下のWM-PORTに変更された。

#### WM-PORT
WM-PORT (ダブリューエムポート) とは、ウォークマンとアクセサリーを接続するための専用マルチ接続端子。
仕様は当初公開されておらず、WM-PORT対応の周辺機器はSonyからのみ発売されていたが、後に「Designed for Walkman®」というライセンスプログラムを開始し、これを取得したサードパーティ製の周辺機器が発売されている。
WM-PORTはUSB接続やステレオオーディオ出力（SONY純正のクレードルが必要）、他にビデオ出力ケーブルでテレビに出力できる。またダイレクト録音ケーブルにより、ステレオミニプラグ出力ができるMP3プレーヤーやラジカセから直接録音できる。

### tatung
Elio Photo Jukeboxに搭載されている26ピンのドック端子。USB通信や充電、ライン出力等を備える。コネクタはパナソニックのAXR30541が用いられている。

### TOSHIBA

#### 拡張コネクター
gigabeatシリーズに搭載されていた40ピンのUSBクレードル端子。gigabeat Fより搭載が開始した。当初はUSBクレードルコネクターという名称であったが、gigabeat Sより拡張コネクターという名称が用いられるようになった。USB接続やライン出力の他、オンキヨーのRIシステムにも対応する。

### Victor

#### クレードルコネクター
alneo XA-HD500に搭載された端子でUSB接続やアナログライン出力やプレイヤーの操作などが可能。コネクタには、Apple DockコネクタやSansa Dock Connectorと同じ日本航空電子工業の30ピンコネクタ「DD1」が使われている。付属のクレードルや自社製のカーオーディオ等わずかに対応機器は存在したが、その後発売されたモデルからはこの端子が廃止されたため普及に至らなかった。

## デジタルカメラ

### GoPro

#### Heroポート
GoProシリーズに搭載されている30ピンのコネクタで、Apple Dockコネクタと同様に日本航空電子工業のDD1が用いられている。しかし、他のDD1を用いた製品と同様にピンアサインが異なるためApple Dockコネクタとは互換性が無い。USB接続やビデオ出力などが可能である。